# Малоросійський родословник
Малоросійський родословник (рос. Малороссийский родословник) — генеалогічна збірка Вадима Модзалевського, що містить 240 родовідних розписів українських козацько-старшинських й поміщицьких родів Чернігівщини, котрі походили з козацької верстви. 
Основними джерелами Малоросійського родословника були архівні матеріали Департаменту герольдії в Санкт-Петербурзі та особисті приватні архіви. Модзалевський Вадим включив до збірки інформацію про службовий і майновий стан представників родів, а також інші відомості.
У 1908–1914 рр. в м. Києві було надруковано 4 томи зазначеної праці. Матеріали до 5-го тому тривалий час зберігалися у фондах Національної бібліотеки України імені В. Вернадського.
У 2004 р. спільними зусиллями Українського генеалогічного і геральдичного товариства, Інституту історії України НАН України та Інституту рукопису Національної бібліотеки України ім. В. Вернадського за матеріалами Вадима Модзалевського було здійснено видання вісьмох розписів українських козацько-старшинських родів, зокрема: Тимошенків, Томар, Трощинських, Турковських, Фаїв та Фаїв-Зеневичів, Фененків, Ханенків, Ходолеїв, Ходотів.
У наступних 4-му і 5-му випусках були оприлюднені родоводи Холодовичів, Чарнишів, Черняків, Чесноків, Чуйкевичів, Шаул, Шендюхів, Шираїв, Шрамченків, Шуб, Шумів, Яворських, Якимовичів-Кожуховських, Якубовичів.

## Геральдичні відомості
У даній збірці окремо в книжці «Малоросійський гербовник» містяться таблиці російських, польських та «малоросійських» (українських) гербів.